# NGC 6420
NGC 6420 ist eine 14,9 mag helle elliptische Galaxie vom Hubble-Typ E-S0 im Sternbild Drache und etwa 372 Millionen Lichtjahre von der Milchstraße entfernt.
Sie wurde am 17. August 1883 von Lewis A. Swift entdeckt.